# Kolva (Visera)
A Kolva (oroszul: Колва) folyó Oroszország európai részén, a Permi határterületen; a Visera jobb oldali, legnagyobb mellékfolyója.
Neve komi-permjak eredetű. A „va” jelentése 'víz', a folyónév jelentése körülbelül: 'húsos víz', (vagyis 'halban, állati húsban gazdag').

## Földrajz
Hossza: 460 km, vízgyűjtő területe: 13 500 km²; évi közepes vízhozama: 457 m³/sec.
A Permi határterület északkeleti peremén, a Komifölddel közös határ közelében, az Északi-Urál Kolvinszkij Kameny nevű hegységénél ered. Felső szakaszán, az Urál nyugati lejtőin hegyi folyó. Kamgort falunál kiér a hegyek közül, innen sík vidéken folyik végig. Kezdetben dél felé tart, majd északnyugatra fordul, Cserepanovo falutól végig délnyugati irányban halad és Cserdiny közelében ömlik a Viserába. A folyón végig sok a zúgó.
A tavaszi áradás április végén kezdődik, csúcspontját május első felében éri el.
Jelentősebb mellékfolyói: jobbról a Viserka (75 km), balról a Berjozovaja (208 km).